# أولاد سعيد (لكرازة)
أولاد سعيد هو دُوَّار يقع بجماعة سيدي حمادي، إقليم الفقيه بن صالح، جهة بني ملال خنيفرة في المملكة المغربية. ينتمي الدوّار لمشيخة لكرازة التي تضم 7 دواوير. يقدر عدد سكانه بـ 2714 نسمة حسب الإحصاء الرسمي للسكان والسكنى لسنة 2004.

## روابط خارجية
- البوابة الوطنية للجماعات الترابية
- المندوبية السامية للتخطيط